# Premio Nacional de Narrativa
Premio Nacional de Narrativa är ett litteraturpris som delas ut av Spaniens kulturdepartement. Det går till ett skönlitterärt prosaverk skrivet av en spansk författare på något av de spanska språken. Priset delades första gången ut 1924 och gjordes om 1949 och 1977. Prissumman är 20 000 euro.

## Pristagare
Följande har tilldelats priset:
Premio Nacional de Literatura
- 1924 – Huberto Pérez de la Ossa (1897-1983), för La Santa Duquesa
- 1926 – Wenceslao Fernández Flórez (1885-1964), för Las siete columnas
- 1927 – Concha Espina (1869-1955), för Altar Mayor
- 1931 – Mauricio Bacarisse (1895-1931), för Los terribles amores de Agliberto y Celedonia
- 1932 – Alejandro Casona (1903-1965), för Flor de leyendas
- 1935 – Ramón J. Sender (1901-1982), för Míster Witt en el cantón
- 1936 – Ricardo Baroja (1917-1988), för La nao Capitana
- 1943 – Rafael García Serrano (1917-1988), för La fiel Infantería
- 1947 – Vicente Escrivá för Jornadas de Miguel de Cervantes
- 1948 – Juan Antonio Zunzunegui (1900-1982), för La úlcera

Premio Nacional de Literatura "Miguel de Cervantes" de narraciones
- 1950 – Concha Espina (1869-1955), för Un valle en el mar
- 1951 – Ramón Ledesma Miranda (1901-1963), för La casa de la Fama
- 1952 – José Antonio Giménez-Arnau (1912-1985), för De pantalón largo
- 1953 – José María Gironella (1917-2003), för Los cipreses creen en Dios
- 1954 – Tomás Salvador (1921-1984), för Cuerda de presos
- 1955 – Miguel Delibes (1920-2010), för Diario de un cazador
- 1956 – Carmen Laforet (1921-2004), för La mujer nueva
- 1957 – Alejandro Núñez Alonso (1905-1982), fö El lazo de púrpura
- 1958 – José Luis Castillo-Puche (1919-2004), för Hicieron partes
- 1959 – Ana María Matute (1925-2014), för Los hijos muertos
- 1960 – Daniel Sueiro (1931-1986), för Los conspiradores
- 1961 – Manuel Halcón (1900-1989), för Monólogo de una mujer fría
- 1962 – Juan Antonio Zunzunegui (1900-1982), för El premio
- 1963 – Salvador García de Pruneda (1912-1996), för La encrucijada de Carabanchel
- 1965 – Ignacio Agustí (1913-1974), för 19 de julio
- 1966 – Tomás Borrás (1891-1976), för Historias de coral y de jade
- 1967 – Luis de Castresana (1925-1986), för El otro árbol de Guernica
- 1968 – Carlos Rojas (1928), för Auto de fe
- 1969 – Luis Berenguer (1923-1979), för Marea escorada
- 1970 – Ramón Solís Llorente (1923-1978), för La eliminatoria
- 1971 – Ángel Palomino (1919-2004), för Torremolinos Gran Hotel
- 1973 – José Luis Martín Abril (1918-1994), för El viento se acuesta al atardecer
- 1974 – Aquilino Duque (1931), för El mono azul

Premio Nacional de Narrativa
- 1977 – José Luis Acquaroni (1919-1983), för Copa de sombra
- 1978 – Carmen Martín Gaite (1925-2000), för El cuarto de atrás
- 1979 – Jesús Fernández Santos (1926-1988), för Extramuros
- 1980 – Alonso Zamora Vicente (1916-2006), för Mesa, sobremesa
- 1981 – Gonzalo Torrente Ballester (1910-1999), för La isla de los jacintos cortados
- 1982 – José Luis Castillo-Puche (1919-2004), för Conocerás el poso de la nada
- 1983 – Francisco Ayala (1906-2009), för Recuerdos y olvidos, 2. El exilio
- 1984 – Camilo José Cela (1916-2002), för Mazurka för två döda (Mazurca para dos muertos)
- 1986 – Alfredo Conde (1945), för Xa vai o griffón no vento (på galiciska)
- 1987 – Luis Mateo Díez (1942), för La fuente de la edad
- 1988 – Antonio Muñoz Molina (1956), för Vinter i Lissabon (El invierno en Lisboa)
- 1989 – Bernardo Atxaga (1951), för Obabakoak (på baskiska)
- 1990 – Luis Landero (1948), för Juegos de la edad tardía
- 1991 – Manuel Vázquez Montalbán (1939-2003), för Galíndez
- 1992 – Antonio Muñoz Molina (1956), för Den polske ryttaren (El jinete polaco)
- 1993 – Luis Goytisolo (1935), för Estatua con palomas
- 1994 – Gustavo Martín Garzo (1948), för El lenguaje de las fuentes
- 1995 – Carme Riera (1948), för Dins el darrer blau (på katalanska)
- 1996 – Manuel Rivas (1957), för ¿Que me queres, amor? (på galiciska)
- 1997 – Álvaro Pombo (1939), för Donde las mujeres
- 1998 – Alfredo Bryce Echenique (1939), för Reo de nocturnidad
- 1999 – Miguel Delibes (1920-2010), för El hereje
- 2000 – Luis Mateo Díez (1942), för La ruina del cielo
- 2001 – Juan Marsé (1933), för Rabos de lagartija
- 2002 – Unai Elorriaga (1973), för SPrako tranbia (på baskiska)
- 2003 – Suso de Toro (1956), för Trece badaladas (på galiciska)
- 2004 – Juan Manuel de Prada (1970), för La vida invisible
- 2005 – Alberto Méndez (1941-2004), för Blinda solrosor (Los girasoles ciegos)
- 2006 – Ramiro Pinilla (1923), för Verdes valles, colinas rojas III. Las cenizas del hierro
- 2007 – Vicente Molina Foix (1946), för El abrecartas
- 2008 – Juan José Millás (1946), för Världen (El mundo)
- 2009 – Kirmen Uribe (1970), för Bilbao-New York-Bilbao (på baskiska)
- 2010 – Javier Cercas (1962), för Anatomía de un instante
- 2011 – Marcos Giralt Torrente (1968), för Tiempo de vida
- 2012 – Javier Marías (1951), för Förälskelser (Los enamoramientos) – författaren avstod från priset[2]
- 2013 – José María Merino (1941), för El río del Edén
- 2014 – Rafael Chirbes (1949), för En la orilla
- 2015 - Ignacio Martínez de Pisón (1960), för La buena reputación.[3]
- 2016 - Cristina Fernández Cubas (1945), för La habitación de Nona
- 2017 - Fernando Aramburu (1959), för Patria[4]
- 2018 - Almudena Grandes (1960-2021), för Los pacientes del doctor García
- 2019 - Cristina Morales (1985), för Lectura fácil
- 2020 - Juan Bonilla (1966), för Totalidad sexual del cosmos
- 2021 - Xesús Fraga (1971), för Virtudes (e misterios) (skriven på galiciska)